# Sentymentalizm
Sentymentalizm (fr. sentimentalisme - uczuciowość) – kierunek umysłowy i literacki w Europie trwający od lat 70. XVIII wieku do początku XIX wieku, okres pośredni pomiędzy oświeceniem i romantyzmem. 
Jego twórcami byli Jean-Jacques Rousseau (we Francji) i Laurence Sterne (w Anglii). Nazwa nurtu pochodzi od „powieści uczuciowej” Laurence'a Sterne'a Podróż sentymentalna przez Francję i Włochy.
Sentymentaliści w centrum zainteresowania stawiali człowieka i jego uczucia, skupiali się na indywidualizmie, wnętrzu. Uważali, że człowiek w procesie cywilizacji utracił podstawowe wartości, dlatego propagowali powrót do natury. Metody poznawania świata według nich to: empiryzm i sensualizm. Dzieło sztuki, zgodnie z zasadami kierunku, powinno mówić o uczuciach, psychice człowieka i przeżywanych przez niego emocjach. Dla nurtu typowe były gatunki: sielanka, powieść sentymentalna. Główni przedstawiciele w Europie to Jean-Jacques Rousseau, Laurence Sterne; w Polsce: Franciszek Karpiński i Franciszek Dionizy Kniaźnin.
Cechy stylu sentymentalnego
- nasilenie pierwiastka uczuciowego
- poszerzenie tematyki literatury i wzbogacenie jej o treści społeczne
- w literaturze podkreślanie indywidualizmu bohaterów
- stylowi retoryczno-oratorskiemu przeciwstawienie intymności i czułości
- nastroje religijne, smutek i melancholia
- wprowadzenie uczuć litości i empatii
- wprowadzenie folkloru
- naśladowanie natury, ale nie ucywilizowanej, lecz prostej, a nawet dzikiej

Charakterystyka człowieka sentymentalnego
- czuły
- patrzy na świat przez pryzmat miłości
- powinien analizować własne przeżycia
- powinien kochać przyrodę
- powinien bywać na łonie natury